# Debreceni Hoki Klub
Debreceni HK (celým názvem: Debreceni Hoki Klub) je maďarský klub ledního hokeje, který sídlí v Debrecínu v župě Hajdú-Bihar. Založen byl v roce 1989. V letech 2014–2017 působil v Erste Lize, současné maďarské nejvyšší soutěži. Od sezóny 2017/18 působí v Erste Bank Young Stars League, nejvyšší rakouské juniorské soutěži v ledním hokeji. Klubové barvy jsou červená, bílá a žlutá.
Své domácí zápasy odehrává v hale Debrecen Jégcsarnok s kapacitou 500 diváků.

## Přehled ligové účasti
Zdroj:
- 2014–2017: MOL Liga (1. ligová úroveň v Maďarsku / mezinárodní soutěž)
- 2017– : Erste Bank Young Stars League (1. juniorská ligová úroveň v Rakousku / mezinárodní soutěž)